# Кастеред, Жак
Жак Кастеред (фр. Jacques Castérède, 10 апреля 1926, Париж, Франция — 6 апреля 2014, Дижон, Франция) — французский композитор.

## Биография
В 1953 г. окончил Парижскую консерваторию по классу Армана Ферте (фортепиано), М. Самюэля-Руссо (гармония), С. Пле-Коссада (контрапункт и фуга), Оливье Мессиана (анализ и эстетика) и Т. Обена (композиция) с высшей наградой — Большой Римской премией.
- 1960—1982 гг. — профессор Парижской консерватории (сольфеджио и анализ),
- 1983—1988 гг. — профессор l’Ecole normale de musique de Paris (композиция).

С 1988 г. — снова преподавал в консерватории (композиция).
Как композитор стремился к строгому полифоническому мышлению, в то же время использовал широкий диапазон различных гармонических средств, вплоть до элементов додекафонии. Среди произведений:
- кантата «Ящик Пандоры» в 1953, Гран-при в Риме
- камерная опера «Двор чудес» (1954),
- балет «Гол», с успехом поставленный в 1963 году на сцене Гранд-Опера в Париже,
- симфония (1960),
- два Концерта для фортепиано с оркестром,
- два Концерта для гитары с оркестром,
- произведения для хора и вокальные произведения, среди которых «Четыре песни на стихи Робера Десноса», «Музыка для сказки Эдгара По» для чтеца с оркестром, многочисленные произведения для радио.
- произведения для флейты: Соната в форме сюиты для флейты и фортепиано (1955), Квартет флейт «Флейты на каникулах».

В 1986 г. сочинил произведение на текст В. Гюго в честь столетия статуи Свободы в Нью-Йорке («… до последнего вздоха» («… jusqu’a mon dernier souffle») для духового оркестра, ударных и чтеца.
Обладатель премий: le Prix du Portique (1963), премия Дюмениля Академии изящных искусств (1983), премия Флоранса Гульда (1986), Гран-При г. Парижа (1991).